# Observatório Côte d'Azur
O Observatório Côte d'Azur (em francês:  Observatoire de la Côte d'Azur) é um observatório astronômico da França. Ele se originou em 1988 com a fusão do Observatório de Nice e do CERGA.